# 鈴村健一の超人タイツ
鈴村健一の超人タイツ（すずむらけんいちのちょうじんたいつ）は、2004年7月から2018年3月29日まで配信されていた、声優の鈴村健一が出演したインターネットテレビ番組。
毎月第1 ‐ 第4木曜日更新（4本撮りのため、第5木曜日には更新されない）バックナンバーは2回分。スタッフはディレクターの土井武志とカメラの鈴木（通称：メガネ）。

## 概要
声優Wave for Girlsにて2004年7月より配信を開始。その後2006年6月30日に声優Waveの全サービスが休止となった事に伴い一旦は終了したが、アニメイトTVにて「鈴村健一の超人タイツ ジャイアント」として同年11月2日より再開。2016年に配信サイト名がアニメイトTVからアニメイトタイムズに改称。2018年3月29日配信分で最終回を迎えた。全548回。
番組のコンセプトは「鈴村健一が好きなことを自由に語る」ことであり、本来は特に語るジャンルも決まっていないのだが、元々タイトルが特撮番組に由来している（「超人」は「超人バロム・1」、「ジャイアント」は「シルバー仮面ジャイアント」にそれぞれ由来）こと、また鈴村の『仮面ライダー電王』への出演や関連商品の影響もあってか、近年では「特撮を語る番組」と見られる傾向にある。
携帯サイト「声優アニメイト+hm3」にて、番組の予告動画（約30秒）と収録日記が公開された。
2008年には、本コンテンツから舞台「AD-LIVE」が企画され、番組が終了した後も継続して行われている。

## 番組に関するエピソード
2008年に『鈴村健一の超人タイツ ジャイアント〜みんなが選ぶヒーローソングセレクション〜』の発売を発表。その際周囲に「こむチャート（A&Gメディアステーション こむちゃっとカウントダウン内のコーナー）で1位を獲って、こむちゃに記録を作る」と発言したところ、鈴村がパーソナリティとして出演している『(有)チェリーベル』（文化放送）にまで波及し、「鈴村健一 ヒーローソングセレクションをこむちゃっとのこむチャートで1位に推し上げる! 100のアイディア会議!」として企画コーナー化された。企画中は同番組のパーソナリティである櫻井孝宏や松来未祐に弄られながらも番組内での名前を「パンサー皇子」に改めるなどのプロモーションも行った結果、宣言通りに1位を獲得すると同時に記録も残した。
2008年11月27日で「ジャイアント」放送100回を迎えたことを記念し、同月には沖縄県でロケを決行。イベント以外での地方ロケは異例のことである。今回はカメラ担当のメガネ（鈴木）が案内役として出演した。

## コーナー
メールのコーナー
超人タイツ初期から存在するコーナー。視聴者からのメールを紹介するコーナーで、コーナー名は毎回鈴村が即興で決める。派生コーナーとして涙の網走番外地が存在する。
涙の網走番外地
適当に付けたコーナー名が定着してこのコーナー名になった。視聴者から投稿された「ジャイアントな物（大きい物）」の写真を紹介するコーナーであったが、現在は視聴者から投稿された面白い写真を紹介するコーナーとなっている。紹介の後、「ジャイアントです、ジャイアントですぞ。」と鈴村が締めるのが常であったが、後にはそれに加えて一発ギャグ的なコメントも出されるようになった。
ケンイチぃ散歩
2008年5月より開始。タイトル及び内容は「ちい散歩」に由来しているものと思われる。
スズムランガイド
2011年6月より開始。内容は、「東京23区完全制覇!!」すること。視聴者に、訪れた区の情報をツイッターでつぶやいて貰い、その場所に実際行き、鈴村健一が行きたいを場所を選びその場所についての三つ星を披露する。内容は主に、ミシュランガイドに由来する。

## 関連商品

### 超人タイツ
- 鈴村健一の超人タイツDVD（2005年12月14日）

### 超人タイツ ジャイアント
CD
- 『鈴村健一の超人タイツ ジャイアント』思い出のヒーローソング集（先行初回版:2007年9月8日/通常版:2007年9月21日）
- 『鈴村健一の超人タイツ ジャイアント』～みんなが選ぶヒーローソングセレクション～（2008年2月22日）

上記「ヒーローソング集」より、視聴者の投票での上位2曲をシングルリカットしたもの。
1. さあ切れ！パンサー皇子
2. DCSP出動！

- 『鈴村健一の超人タイツ ジャイアント』CDとネタ男～69番地の朝日～（2008年5月16日）

出演：鈴村健一、岩田光央、櫻井孝宏
- 『鈴村健一の超人タイツジャイアント』続思い出のヒーローソング集（2009年3月27日）

## イベント
- 鈴村健一の超人タイツ ジャイアント －祭－（2007年6月23日/六行会ホール）

出演：鈴村健一
- 鈴村健一の超人タイツ ジャイアント　福島県上陸記念イベント（2007年10月6日/郡山市民文化センター）

出演：鈴村健一
- 鈴村健一の超人タイツ ジャイアント　微妙にスケジュールがあいませんでした～SAKURAI～/～IWATA～（2008年5月24日、25日/前進座劇場）

出演：鈴村健一、岩田光央（24日のみ）、櫻井孝宏（25日のみ）
- 鈴村健一の超人タイツ ジャイアント「CDとネタ男～69番地の朝日～」発売記念イベント（2008年6月22日/AP大阪、6月29日/郡山市民文化センター）

出演：鈴村健一